# 李源 (永樂進士)
李源，字士征，直隸松江府華亭縣人，明朝政治人物。

## 生平
李至刚仲子。永乐二十二年（1424年）进士，授吏部验封司主事，历员外郎，升浙江布政使司参议，分守金华，围剿盗贼。为御史李俊中伤罢黜。贼平，朝廷思其功，起为浙江布政使司参议，不久升参政，专理军务。积劳卒，年六十三。